# جیمی داد (بازیکن فوتبال)
جیمی داد (انگلیسی: Jimmy Dodd; ۱۲ دسامبر ۱۹۳۳ – دسامبر ۲۰۱۷ (aged 83–84)) بازیکن فوتبال اهل بریتانیا بود.
از باشگاه‌هایی که در آن بازی کرده‌است می‌توان به باشگاه فوتبال ترانمره راورز اشاره کرد.